# George Constantinescu
George (Gogu) Constantinescu (n. 4 octombrie 1881, Craiova – d. 11 decembrie 1965, Coniston, Cumbria, Marea Britanie) a fost un inovator, inventator, om de știință complex, specialist în teoria vibrațiilor, aerodinamică, mecanica fluidelor și inginer român, care a trăit cea mai mare parte a vieții sale în Regatul Unit.

## Date generale
A absolvit Școala Națională de Poduri și Șosele ca șef de promoție în 1904. S-a mutat la Londra în 1910, unde a brevetat 18 invenții în trei ani.
A pus baza teoriei sonicității care permite folosirea compresibilității lichidelor (sau fluidelor în general) pentru a transmite putere prin vibrații (oscilații), prin folosirea modelelor matematice existente în domeniul electricității. Compresibilitatea lichidelor este în general ignorată în manualele de fizică deoarece pentru majoritatea aplicațiilor practice efectul lor este neglijabil iar complexitatea includerii lor ar fi prea mare pentru efectul minor pe care îl au. I-au fost refuzate primele brevete în America deoarece conducerea institutului de patente a considerat nerealizabile invențiile tocmai datorită teoriei incompresibilității lichidelor .
A aplicat teoria sonicității în dezvoltarea mai multor invenții: motorul sonic, pompa sonică, ciocanul sonic și altele. Printre alte realizări ale sale se mai numără și un dispozitiv de tragere printre palele elicei indiferent de turația acesteia și primul schimbător de viteze automat. A participat activ la construcția de avioane englezești, tip Bristol, înainte de Primul Război Mondial. În acest context, la 29 martie 1920, renumitul ziar „The Times” publica: „Vice Mareșalul Sir John Maitland a prezidat sâmbătă o prelegere a domnului Gogu Constatinescu în Sonicitate (transmiterea puterii prin vibrații), dată la Politehnică, sub auspiciile unei serii de prelegeri pentru profesori ai Consiliului Ținutului Londrei. Sir John Maitland a spus că datorită d-lui Constatinescu și dispozitivului de tragere pe care l-a inventat, noi am deținut supremația peste germani în aer, așa cum am făcut-o”. 
A fost printre primii care a folosit betonului armat în construcția clădirilor din România - printre clădirile construite de acesta: Cazinoul din Constanța, Castelul de apă de la Periș, podurile de peste râul Siret de la Adjud, Răcătău, Roman, Palatul Patriarhiei, Hotelul Athénée Palace, Marea Moschee din Constanța (Moscheea Carol I).
În contul lui Gogu Constantinescu figurează peste 317 de brevete de invenție, parte patentate în SUA, Danemarca, Elveția, Austria, Germania, Marea Britanie, Franța, România etc., precum și altele, care nu au fost niciodată publicate. Un mic calcul ne arată că de la apariția primei invenții (1907), până la data trecerii în eternitate (1965), a fost realizat câte un brevet la mai puțin de 2 luni.
Cu toate că opera lui Gogu Constatinescu este de o valoare inestimabilă, ea nu a fost cunoscută îndeajuns, în bună parte datorită caracterului secret dat de utilizările preponderent militare, iar pe de altă parte puținelor publicații referitoare la aceasta. Astfel, primul volum publicat în 1918 la Londra, într-un număr limitat de exemplare, a fost declarat secret de către guvernul Marii Britanii, din cauza explicațiilor pe care le avea noua teorie în domeniul armelor și mijloacelor de război.

### Recunoaștere târzie
Cu ocazia împlinirii a 125 de ani de la nașterea ilustrului nostru compatriot, s-a încercat umplerea golului de informare privind realizările sale prin apariția a trei lucrări semnificative:„Inventeurs de genie. Gogu Constantinescu.”, Editura Mediamira, Cluj-Napoca 2006, „Tratat de Teoria Sonicității”, (600 pagini) și „Integrala Invențiilor” (4 volume, peste 2000 pagini), Editura Performantica a Institutului Național de Inventică, Iași 2006 (lucrări apărute cu sprijinul Autorității Naționale pentru Cercetare Științifică).
Recunoașterea lui Gogu Constantinescu pe plan internațional este atestată printr-un tablou publicat de revista britanică „The Graphic” în anul 1926, în care sunt prezentate ilustre personalități științifice ale vremii, începând cu Einstein, Edison, Kelvin, Gogu Constantinescu (primul pe rândul al doilea), Rutherford, Marie Curie etc.

Pionierii pe calea progresului.
De la stânga la dreapta și de sus în jos: Einstein, Kelvin, Alexander Graham Bell, Edison, Joseph Lister, Oliver Lodge, Gogu Constantinescu, Marconi, Ch. Parsons, J.J. Thomson, James Dewar, William Ramsay, D. Wright, Donald Ross, Marie Curie, Ernest Rutherford, Joseph Larmor

## Domenii de activitate
Domeniile atinse de geniul lui Gogu Constantinescu au fost foarte diverse, realizările practice fiind impresionante, dintre acestea menționăm o mică parte:
- A promovat utilizarea betonului armat. Era o sarcină grea deoarece metoda dăduse rezultate dezastruoase în alte părți ale Europei, cum ar fi podul "Celestial Globe" de la Expoziția Universală din Paris din 1900 și hotelul "Black Bear" din Basle din 1903. A construit primul pod de beton armat cu traverse drepte din România, 1906, a consolidat cupola Palatului Parlamentului (care suferise deplasări și fisurări), a realizat cupola minaretului Moscheii din Constanța etc., cu toată opoziția fostului său profesor, Anghel Saligny.[7]
- A elaborat „Teoria Sonicității” (metoda de transmitere a puterii, prin unde de presiune).
- A construit un sistem de sincronizare a tragerii la avioane, prin spațiul lăsat de palele elicelor acestora.[6]
- A materializat primul tun sonic.[8]
- A proiectat și construit „Convertorul Gogu Constantinescu”, o cutie de viteze automată, pentru automobile și locomotive, fără ambreiaj și roți dințate, bazată pe efectul inerțial al maselor în mișcare.[necesită citare]
- A gândit primul Hidroglisor care a fost materializat în jurul anilor 1970 de către ruși.[4]
- A demonstrat efectul termic al sonicității prin realizarea primului calorifer sonic.[4]